# Plaucheville
Plaucheville is een plaats (village) in de Amerikaanse staat Louisiana, en valt bestuurlijk gezien onder Avoyelles Parish.

## Demografie
Bij de volkstelling in 2000 werd het aantal inwoners vastgesteld op 281.
In 2006 is het aantal inwoners door het United States Census Bureau geschat op 282, een stijging van 1 (0,4%).

## Geografie
Volgens het United States Census Bureau beslaat de plaats een oppervlakte van
4,1 km², geheel bestaande uit land. Plaucheville ligt op ongeveer 12 m boven zeeniveau.

## Plaatsen in de nabije omgeving
De onderstaande figuur toont nabijgelegen plaatsen in een straal van 20 km rond Plaucheville.